# Megalogomphus sommeri
Megalogomphus sommeri – gatunek ważki z rodziny gadziogłówkowatych (Gomphidae).